# On the Floor
On the Floor è un singolo della cantante statunitense Jennifer Lopez, pubblicato l'8 febbraio 2011 come primo estratto dal settimo album in studio Love?.

## Descrizione
Il brano, scritto da Chico de Oliveira, Pitbull e co-scritto e prodotto da RedOne, ha visto la partecipazione del rapper statunitense Pitbull e contiene un campionamento della Lambada dei Kaoma del 1989, a sua volta cover del brano del 1982 Llorando se fue dei Los Kjarkas. On the Floor rappresenta il debutto di Jennifer Lopez per l'etichetta discografica Island Def Jam, dopo che la cantante ha terminato il suo contratto decennale con la Epic Records. Il brano è stato reso disponibile per l'airplay radiofonico l'8 febbraio 2011 e per il download digitale il 22 febbraio 2011. Con questo brano Jennifer Lopez riesce a tornare nella top ten statunitense dopo addirittura otto anni di assenza: la sua ultima canzone in top ten era stata infatti All I Have del 2003.
Il brano è stato presentato in anteprima il 18 gennaio 2011 durante la trasmissione radiofonica On Air with Ryan Seacrest, ed è stato accolto positivamente dalla critica. Del brano è stata incisa anche una versione in spagnolo intitolata Ven a bailar. Originariamente il singolo di lancio dell'album doveva essere Louboutins, ma venne esclusa dalla tracklist a causa del mancato successo. On the Floor è il singolo di maggior successo della cantante, con più di 8 milioni di copie vendute in tutto il mondo, inoltre è il 4º brano di maggior successo del 2011.

## Antefatti
Jennifer Lopez informò i media per la prima volta dell'uscita del singolo in un annuncio Twitter in cui scrisse: "I see u @RedOne_Official! We're making BIG things happen 'On the Floor' this new year!!!". Un estratto esclusivo del brano circolò in rete il 16 gennaio 2011 sul sito ufficiale di Rap-Up. Secondo Gerrick D. Kennedy del Los Angeles Times, una versione incompleta dalla lunghezza dell'originale si diffuse nella stessa settimana. La Lopez confermò il titolo, On the Floor, in occasione della cerimonia dei Golden Globe, prima di esibirsi il giorno seguente nell'anteprima mondiale live del singolo nel programma radiofonico On Air with Ryan Seacrest.
A seguito del suo lancio nel programma di Seacreast, la versione ufficiale del brano, e la sua copertina di distribuzione, furono annoverati su Ryanseacrest.com. Il curatore del sito, Sadao Turner, rivelò che l'epilogo del brano differiva dalla versione incompleta circolata in precedenza. A RedOne fu posta da MTV News la domanda su come si fosse trovato nel collaborare con Jennifer Lopez, e il produttore replicò: "Con Jennifer Lopez, o vai alla grande o te ne vai a casa". Disse poi che per creare musica adatta alla Lopez fece ricorso a "feste, balli e al suo temperamento latino". In seguito, la coppia diede vita a On the Floor che è rappato in due strofe da Pitbull. Commentando la sua fase di creazione, RedOne confessò, "Jennifer Lopez è una ballerina. Sa cantare. Sono rimasto sbalordito, e lavorare con lei mi ha divertito molto. La sua energia e tutto di lei è eccelso, ed è stato spontaneo per me fare ciò che abbiamo fatto". On the Floor s'affacciò per la prima volta in Regno Unito il 28 gennaio 2011 quando DJ Scott Mills la trasmise nel suo programma radiofonico, Ready for the Weekend. Benji Eisen di AOL Music notò l'abilità commerciale e ingegnosa della Lopez nel far coincidere l'uscita digitale di On the Floor con l'anteprima del suo video musicale ad American Idol. Il brano fu iscritto nella B-playlist della più potente stazione radiofonica in Regno Unito, la BBC Radio 1, il 16 marzo 2011.

## Struttura musicale
On the Floor è un brano musicale elettropop e dance con forti elementi di musica electrohouse, prodotto dall'artista marocchino RedOne. È accelerato da impetuosi sintetizzatori ed è arricchito da elementi di musica Eurodance, latina e techno. Prevede un'apertura musicale rap di Pitbull che si protrae per un minuto e rilegge il brano Llorando se fue dei Los Kjarkas, portato al successo da Lambada dei Kaoma nel 1989. È scritto da Bilal Hajji, Kinda Hamid, Gonzalo G. Hermosa, Ulises G. Hermosa, Achraf Janussi, Nadir Khayat, Armando C. Perez e Geraldo Sandell. Jennifer Lopez ha detto di voler evolvere il suo stile, e On the Floor è il primo passo di questo processo. "Non è qualcosa che tu ascolti e dici 'Non è per niente lei', ma piuttosto dici 'È lei? Mi piace. È nuovo,' ed è quello che io ho voluto. Ho voluto essere soprattutto me stessa, ma ho voluto essere me stessa non come nel mio primo o secondo album, ma oggi. Secondo Idolator e Gerrick Kennedy del Los Angeles Times, On the Floor porta con sé risonanze del singolo di Lopez, Waiting for Tonight. Bill Lamb di About.com paragonò il brano al singolo di debutto della Lopez, If You Had My Love, nel 1999. Idolator scrisse che mescola "sonorità latine con un pesante ritmo da discoteca". Melinda Newman di Hitfix.com parlò di uno "spirito antiquato", ma privo della pesantezza di alcune produzioni recenti della Lopez.
Kennedy annuì positivamente, scrivendo che "gli ascoltatori non sentivano questa vena dance-elettropop della Lopez dal 1999... molti elementi del suo vecchio catalogo pulsavano a sonorità più urban-pop". Robbie Daw dell'Idolator scrisse che la versione finale del brano trafuga un minuto di melodia dall'originale violato, che corrisponde al momento più apprezzabile in radio. Si sollevarono pretese di un apparente plagio di un brano di Kat DeLuna, Party O'Clock, nel 2010, prodotto, insieme a On the Floor, da RedOne. Il testo del brano di DeLuna recita "Party in Ibiza, Party in New York/All the way to Africa/Love in the Caribbean/On my way to Vegas", e quello quasi identico di On the Floor "Cuz London to Ibiza/Straight to L.A. New York/Vegas to Africa". Bill Lamb di About.com posò l'attenzione sul tocco esotico del brano, riscontrabile anche in Stereo Love di Edward Maya.

## Accoglienza

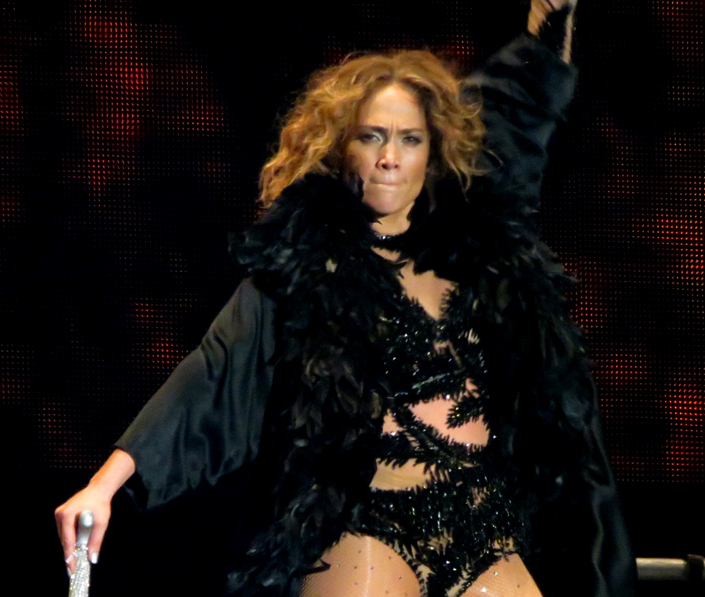
Jennifer Lopez durante la performance di On the Floor al Dance Again World Tour

Il brano ha ottenuto buone critiche professionali. Bill Lamb di About.com lo recensì positivamente, con quattro stelle (sulle cinque possibili) e mise in luce come ottimi ingredienti "la voce festosa, dominante e imponente di Jennifer Lopez", "l'irresistibile piega dance-pop" e "il leggero tocco esotico". Precisò, più in là: "Jennifer Lopez canta con una voce imperiosa che la rende indiscutibilmente la padrona della serata." Lo staff di Idolator espresse un verdetto unanime: "siamo piuttosto colpiti dall'ultimo lavoro della Lopez", pur prevedendo che il brano avrebbe potuto essere criticato per la sua mancanza di originalità: "a parte l'introduzione di Pitbull, potrebbe non esserci abbastanza sapore hip hop per spopolare nel discoteche - potrebbe essere troppo un ritorno ai vecchi successi dance, che non porta niente di nuovo o innovativo alla festa".
Melinda Newman di Hitfix.com scrisse che On the Floor manifesta "l'abilità di RedOne nel portare fuori il meglio dai suoi artisti". Proseguì dicendo che On the Floor si sovrappone per qualità al maldestro, piuttosto penoso Louboutins da indurci ad essere solo riconoscenti verso la Lopez per essere tornata al suo stile". In un articolo del Los Angeles Times, Gerrick Kennedy parlò di un "brano danzereccio afoso, che fa sudare" molto più suadente dei precedenti sfornati, Fresh Out The Oven e Louboutins. Lodò le abilità di RedOne nelle produzioni, ma precisò che il brano non era "inventivo come i diamanti pop scaturiti dall'impegno con la musa Lady Gaga" e criticò l'irrilevante strofa di Pitbull, ma scrisse che il singolo era d'ottima qualità per Jennifer Lopez. Nadine Cheung di AOL Radio Blog recuperò le critiche precedenti, scrivendo che "Jennifer Lopez rafforza con l'uscita del suo nuovo singolo l'immagine di donna rinata".
I fans di Kat DeLuna sostennero che On the Floor avesse plagiato nei testi il brano Party O'Clock, dell'anno precedente. In un'intervista concessa al New York Daily News, DeLuna dichiarò "È bello che artisti come Jennifer Lopez si ispirino al mio stile e alle mie sonorità... Jennifer ha contribuito a spianare il passaggio ad interpreti latini come me. La adoro", ed insistette nel dire che poco le importasse. Lopez fu intervistata al riguardo della polemica nel programma latino americano Despierta America, in cui disse "Cosa? Veramente? Non lo sapevo...," e, ripresa per una seconda volta dal presentatore sulla questione, insistette nel dire di non aver mai udito polemiche sul plagio.

## Video musicale
Il videoclip, diretto da TAJ Stansberry, è stato pubblicato il 4 marzo 2011. Il video è stato girato nel fine settimana del 22 e 23 gennaio 2011, sotto la regia di TAJ Stansberry e con le coreografie di Frank Gatson. La Lopez annunciò in MTV News di aver aperto un provino per ricercare gruppi di ragazzi da sistemare nell'ambiente del video. "[Vogliamo] ragazzi che vanno in discoteca e ballano tutta la notte, di che dovrebbero preoccuparsi? È solo per divertirsi un po', sudando, ed è tutto per la musica che li spinga sulla pista da ballo. Non voglio parlare del video, ma solo del tipo di ballerini. Stiamo facendo grandi selezioni..." Pitbull spicca nel video, in cima agli spalti del vasto salone. Gatson disse che, per produrre il video, Jennifer Lopez volle a disposizione una discoteca di Los Angeles in piena notte, alle due inoltrate. La regia rispose: "[Stiamo cercando di allestire] un buon locale. Abbiamo visto molti video ambientati in pub notturni, ma puntiamo ad un pub unico, solo per Jennifer Lopez". Poco dopo il casting e le riprese, Stansberry mise fine ai bollori, dibattendo il suo pensiero sul nucleo del video musicale. Parlò ad MTV News di aver prodotto un video basato sull'originalità. "Originalità, essere te stesso. Questo brano parla di chi vuoi essere. Parla del perdersi. È indubbiamente un video underground, una festa underground". Il video ricorre alla pubblicità indiretta di alcuni prodotti, BMW, Swarovski e Crown Royal.
La Lopez, non molto tempo dopo, confermò, nell'intervista On Air with Ryan Seacrest, che il video musicale completo sarebbe stato trasmesso per la prima volta in American Idol e su VEVO il 3 marzo 2011. I fans poterono votare uno dei tre differenti montaggi esibiti sul sito ufficiale di American Idol.
La scena si apre in piena notte su una strada che Jennifer Lopez raggiunge a bordo di una BMW nera, un esempio di prodotto sostenuto da pubblicità occulta. Indossa un paio di orecchini di cristallo Swarovski, marchio ben inquadrato, mentre la telecamera sorvola dall'alto l'interno della discoteca. Candelieri di cristallo in stile Las Vegas pendono dal soffitto. Il coreografo Frank Gatson Jr. dichiarò che il pub fosse "il miglior scenario per un party in città", e la Lopez veste i panni di diversi personaggi. In una scena, Jennifer Lopez indossa le vesti della temibile e distante regina del party, seduta su un balcone, da cui vigila i balli, e servita dai suoi servi. In questo personaggio, è vestita con "una grande crocchia ad alveare, tacchi dorati da gladiatore, un lungo abito d'oro con un'aria da Lady Gaga che è infusa nel suo colletto con le foglie. La Lopez nei panni della regina "si stira pigramente su un divano" e "sorveglia regalmente una frotta di gente che si riscalda in pista da ballo". In un altro scorcio, Jennifer Lopez veste un costume attillato di cristallo argentato e merletti, disegnato da Zuhair Murad, e balla posando le braccia su un "palo dorato". Secondo il Los Angeles Times, agita il suo "portafortuna" (il sedere). Schiacciata tra queste scene, Jennifer Lopez si scorge anche in pantaloni neri piuttosto larghi e un bikini, si pone al centro della pista e si scatena nella danza volgendo le spalle a una folla di ragazzi. Insieme accennano a un ballo di gruppo e la Lopez "ruba" a Lady Gaga un passo dalle sue coreografie. Il video riscosse ottime recensioni che celebrarono il ritorno di Jennifer Lopez sulle scene di ballo. Si misero in luce lo scenario del video, lo stile e il fisico della Lopez.
Nel marzo del 2012, il video ha ottenuto circa 570 milioni di visualizzazioni, diventando il secondo video più visto su YouTube. Nel novembre del 2012, con circa 621 milioni di visualizzazioni, è diventato il terzo video più visto di sempre, perché superato da Gangnam Style di Psy. Il 25 novembre 2016 il video ha raggiunto il traguardo di un miliardo di visualizzazioni su YouTube. È uno dei video che ha ottenuto la certificazione Vevo.

## Tracce
Digital download
1. On the Floor (feat. Pitbull) – 3:51

Digital download – Remixes
1. On the Floor (CCW Radio Mix) – 3:44
2. On the Floor (Low Sunday Radio Edit) – 3:51
3. On the Floor (Ralphi's Jurty Radio Edit) – 3:57
4. On the Floor (Mixin Marc & Tony Svejda La to Ibiza Radio Edit) – 3:16
5. On the Floor (CCW Club Mix) – 6:26
6. On the Floor (Low Sunday Club) – 6:22
7. On the Floor (Ralphi's Jurty Club Vox) – 8:43
8. On the Floor (Mixin Marc & Tony Svejda La to Ibiza Mix) – 6:40
9. On the Floor (CCW Dub Mix) – 6:07
10. On the Floor (Low Sunday Dub) – 6:37
11. On the Floor (Ralphi's Jurty Dub) – 8:43
12. On the Floor (Mixin Marc & Tony Svejda La to Ibiza Dub) – 5:36

Digital download (spanish version)
1. Ven A Bailar (feat. Pitbull) (Spanish version of "On the floor") – 4:52

Int'l 2 tracks
1. On the Floor (feat. Pitbull) – 3:51
2. Ven a Bailar (feat. Pitbull) – 4:52

## Successo commerciale

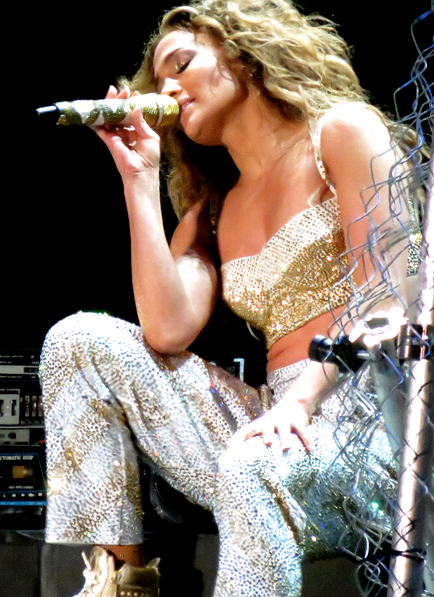
Jennifer Lopez durante il Dance Again World Tour

Il brano segnò il suo debutto ufficiale in Canada nella settimana del 12 febbraio 2011, esordendo all'ottantottesima posizione nella Billboard Canadian Hot 100. È il primo brano dell'album Love? a riscontrare l'attenzione delle graduatorie Billboard, non riportata da Fresh Out the Oven, singolo promozionale ancora ancorato all'Epic Records, e nemmeno dal precedente Louboutins che ebbe solo passaggi radiofonici. In Australia arrivò alla decima posizione, fruttando alla Lopez il primo singolo nelle prime dieci posizioni da Get Right nel 2005, e a Pitbull il secondo consecutivo in Australia dietro a Hey Baby (Drop It to the Floor) con T-Pain (2010). Dopo quattro settimane, di cui due al secondo posto, salì al primo, divenendo il secondo brano di Jennifer Lopez alla numero uno a distanza di dodici anni da If You Had My Love nel 1999. Il brano raggiunse la sedicesima posizione in Slovacchia, e segnò il suo ingresso alla settantaquattresima in Repubblica Ceca. La settimana seguente, On the Floor risalì in Canada alla posizione settantanove. In Belgio, il singolo debuttò tra le prime quaranta posizioni delle classifiche Ultratip. A seguito della sua uscita mondiale (ma non in Regno Unito), On the Floor arrivò nel suo esordio tra le prime cinque posizioni di diverse nazioni, raggiungendo il primo posto in Finlandia, e il quarto in Spagna. In Francia, esordì in vetta alla classifica digitale. On the Floor è arrivato tra le prime dieci posizioni in ogni territorio in cui fu distribuito, escluso i Paesi Bassi. Fu in testa alle classifiche prima in Belgio (Fiandre e Vallonia) e poi in Australia, Finlandia, Slovacchia e Spagna. In Regno Unito, fu subito trasmesso nella radio BBC Radio 1. In Italia arrivò al quarto posto, ma la settimana seguente salì al secondo, che mantenne per tre settimane, per poi raggiungere il primo. Nei Paesi Bassi, s'introdusse al cinquantesimo posto, ma, trascorse due settimane, raggiunse il quarto posto. In Spagna, On the Floor il singolo ha raggiunto la prima posizione. In tre settimane, il brano in Nuova Zelanda passò dal trentunesimo posto al quarto.

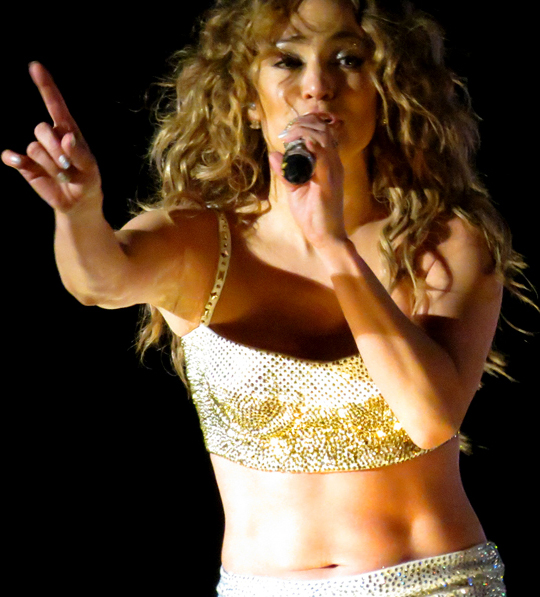
Jennifer Lopez durante il Dance Again World Tour

Negli Stati Uniti, On the Floor fece la sua prima apparizione nella Hot Dance Club Play alla posizione ventisei. Poi debuttò alla nona posizione della Billboard Hot 100, il suo traguardo più elevato in America in un suo esordio, e il suo decimo singolo ad aver culminato tra le dieci posizioni più alte, sei dei quali erano condivisi con altri artisti. Il migliore stanziamento della Lopez, come musicista principale, a otto anni di distanza da All I Have con LL Cool J. Fu distribuito negli Stati Uniti quasi un mese dopo aver circolato su YouTube e nelle stazioni radio. Le vendite nella prima settimana superarono le 170 000 copie che spinsero il brano alla terza posizione della Hot Digital Songs. Inoltre Lambada, il brano del 1989 cui On the Floor è dedicato, rientrò in classifica da oltre due decenni, esordendo per la prima volta nelle vendite digitali alla posizione tre della Billboard World Digital Chart. Infine, On the Floor riscontrò un incremento nelle vendite del 31% dopo l'anteprima del video musicale ad American Idol. Con le vendite della seconda settimana, oltre 232 000 copie, il brano risalì alla seconda posizione della Hot Digital Songs e alla quinta della Billboard Hot 100. È il settimo di Jennifer Lopez tra le prime cinque posizioni negli Stati Uniti. Sino al 17 marzo 2011, On the Floor ha venduto 609 000 copie negli Stati Uniti secondo l'USA Today. Il 28 marzo 2011 raggiunse il primo posto nella Hot Dance Club Songs, divenendo la terza hit dance consecutiva di Jennifer Lopez a dominare la classifica, dietro a Fresh Out the Oven (con Pitbull) e Louboutins (2009).
Calcolando tutti i suoi album, Jennifer Lopez ne portò cinque consecutivi in testa alla Hot Dance Club e On the Floor è l'ottavo a sfondare in prima posizione nella Dance americana. In seguito all'uscita dell'album Love? dal quale On The Floor è il primo singolo ufficiale, il singolo raggiunge un nuovo picco: ricevendo il titolo di Digital Gainer della settimana, e con ben 235 000 download digitali, la canzone raggiunge la posizione numero tre della Billboard Hot 100, la numero uno della Hot Digital Songs e la numero cinque della Pop Songs, diventando la sua prima top three dai tempi di All I Have con LL Cool J.In Regno Unito segnò il suo debutto il 3 aprile 2011 direttamente in testa alla Official Singles Chart. È il terzo a dominare in Regno Unito, dietro ai singoli Love Don't Cost a Thing e Get Right, e si pose in prima posizione nella classifica R&B, vendendo 130 000 copie. A fine 2011 il singolo ha venduto 8,4 milioni di copie in tutto il mondo divenendo il quarto singolo più venduto dell'anno.

## Classifiche

### Classifiche settimanali
| Classifica (2011) | Posizione massima |
| ----------------- | ----------------- |
| Australia         | 1                 |
| Austria           | 1                 |
| Belgio (Fiandre)  | 1                 |
| Belgio (Vallonia) | 1                 |
| Canada            | 1                 |
| Danimarca         | 3                 |
| Europa            | 1                 |
| Finlandia         | 1                 |
| Francia           | 1                 |
| Germania          | 1                 |
| Grecia            | 1                 |
| Irlanda           | 1                 |
| Italia            | 1                 |
| Lussemburgo       | 1                 |
| Norvegia          | 1                 |
| Nuova Zelanda     | 2                 |
| Paesi Bassi       | 4                 |
| Polonia           | 2                 |
| Regno Unito       | 1                 |
| Repubblica Ceca   | 1                 |
| Romania           | 1                 |
| Russia            | 1                 |
| Slovacchia        | 1                 |
| Spagna            | 1                 |
| Stati Uniti       | 3                 |
| Svezia            | 1                 |
| Svizzera          | 1                 |
| Ungheria          | 10                |

### Classifiche di fine anno
| Classifica (2011) | Posizione |
| ----------------- | --------- |
| Australia         | 10        |
| Austria           | 1         |
| Belgio (Fiandre)  | 8         |
| Belgio (Vallonia) | 9         |
| Canada            | 3         |
| Danimarca         | 12        |
| Germania          | 1         |
| Giappone          | 45        |
| Irlanda           | 6         |
| Italia            | 4         |
| Nuova Zelanda     | 7         |
| Paesi Bassi       | 16        |
| Regno Unito       | 10        |
| Romania           | 9         |
| Spagna            | 1         |
| Stati Uniti       | 11        |
| Svezia            | 6         |
| Svizzera          | 1         |
| Ungheria          | 78        |